# Kaos Studios
Kaos Studios war ein US-amerikanischer Spieleentwickler mit Sitz in New York City im Besitz von Publisher THQ. Das Vorgängerunternehmen war Trauma Studios .

## Geschichte

### Trauma Studios
Trauma Studios wurde 2003 gegründet und durch die Entwicklung der Modifikation Desert Combat für Battlefield 1942 bekannt. Präsident war Frank DeLise. Am 1. September 2004 kaufte Digital Illusions CE die Trauma Studios. Dort waren sie an der Entwicklung von Battlefield 2 und Battlefield 2142 beteiligt. Am 7. Juni 2005 wurde bekannt, dass DICE die Trauma Studios geschlossen hatte.

### Kaos Studio
2006 wurden die Kaos Studios gegründet, als die Muttergesellschaft und Publisher THQ die Stammmitarbeiter von Trauma Studios anheuerte, um ein neues Studio mit Sitz in New York City zu erschaffen, welches sich auf Ego-Shooter-Videospiele konzentriert.
Im Februar 2008 veröffentlichten die Kaos Studios ihr erstes Spiel Frontlines: Fuel of War für die Xbox 360 und Microsoft Windows. 2011 erschien das zweite Spiel Homefront für die Xbox 360, PlayStation 3, und Microsoft Windows.
Am 14. Juni 2011 wurde bekanntgegeben, dass die Kaos Studios von THQ geschlossen werden. Als Grund wird vom Publisher eine „Strategische Neuausrichtung“ genannt.

## Veröffentlichungen
- Frontlines: Fuel of War (2008)
- Homefront (2011)